# Harry Potter i Insygnia Śmierci: Część II (gra komputerowa)
Harry Potter i Insygnia Śmierci: Część II (ang. Harry Potter and the Deathly Hallows – Part 2) – gra wyprodukowana przez EA Bright Light Studio oraz wydana przez Electronic Arts. Jej światowa premiera odbyła się 12 lipca 2011, natomiast polska 15 lipca 2011. Daty te są zbieżne z premierą filmu.

## Fabuła
Po ucieczce z domu Malfoyów i śmierci Zgredka Harry, Ron i Hermiona udają się do Banku Gringotta, gdzie kradną czwarty horkruks ze skrytki Bellatrix Lestrange. Jednak nie mogą go zniszczyć, skoro miecz Godryka Gryffindora byli zmuszeni oddać goblinowi Gryfkowi. Po kolejnej ucieczce Harry ma wizję, w której ukazuje mu się Hogwart. To dopiero początek końca. Rozpoczyna się wielka wojna, w której walka toczy się o Hogwart, o życie i o znalezienie i zniszczenie horkruksów. Czy Harry wygra tę wojnę, zniszczy horkruksy i raz na zawsze zgładzi Lorda Voldemorta?

## Rozgrywka
Tryb gry jest podobny do poprzedniej części gry Harry Potter, jednak z gry zostały usunięte takie interakcje jak używanie eliksirów i peleryny niewidki, zbieranie gazet i różnorodnych czasopism. Zostały za to dodane nowe możliwości, m.in. teleportowanie się. Można też zbierać Insygnia Śmierci w celu odblokowania postaci w menu głównym gry, a także utwory muzyczne i różne misje. Można też w ciągu gry sterować ośmioma postaciami:
- Harry Potter
- Ron Weasley
- Hermiona Granger
- Ginny Weasley
- Molly Weasley
- Neville Longbottom
- Minerva McGonagall
- Seamus Finnigan

## Recenzje
Gra otrzymała ogółem mieszane recenzje od krytyków. Najczęściej krytykowano ciągły tryb walki, który po czasie może zanudzić gracza. Chwalono jednak filmowy nastrój. GamesRadar dał grze najniższą ocenę, twierdząc, że zaklęć używa się jak broni palnej w strzelance, a zarówno wrogie jak i przyjazne postacie niegrywalne posiadają "mniej niż ludzką" inteligencję. Skrytykowano też jakość dialogów i brytyjskiego akcentu postaci. The Escapist pochwalił ulepszenie zaklęć w kontraście do poprzednich gier, ale również porównał grę do strzelanki. Uznał też, że gra jest za krótka i można ją ukończyć w dwa dni.